# Newportia leptotarsis
Newportia leptotarsis är en mångfotingart som beskrevs av Negrea, Matic och Fundora-Martinez 1973. Newportia leptotarsis ingår i släktet Newportia och familjen Scolopocryptopidae.
Artens utbredningsområde är:
- Kuba.
- Dominica.

Inga underarter finns listade i Catalogue of Life.